# Controimmagine

La controimmagine di un insieme è il sottoinsieme dei punti di che vengono associati a punti di da

In matematica, la controimmagine di un sottoinsieme del codominio di una funzione, anche detta immagine inversa, fibra, antiimmagine, retroimmagine o preimmagine, è l'insieme degli elementi del dominio che la funzione associa a tale sottoinsieme. Si tratta quindi di un sottoinsieme del dominio della funzione.

## Definizione
Data una funzione {\displaystyle f\colon A\to B}, la controimmagine di un insieme {\displaystyle B_{1}\subseteq B} tramite {\displaystyle f} è un sottoinsieme di {\displaystyle A}, indicato con {\displaystyle f^{-1}(B_{1})} tale che {\displaystyle a} appartiene a {\displaystyle f^{-1}(B_{1})} se e solo se {\displaystyle f(a)} appartiene a {\displaystyle B_{1}}. In modo equivalente:
{\displaystyle f^{-1}(B_{1}):=\left\{a\in A\left|\right.f(a)\in B_{1}\right\}\subseteq A.}
Talvolta si considera il seguente insieme, chiamato fibra di {\displaystyle b}, la cui notazione è leggermente impropria:
{\displaystyle f^{-1}(b):=\left\{a\in A\left|\right.f(a)=b\right\}\subseteq A.}
Tali insiemi, che dovrebbero essere più propriamente indicati {\displaystyle f^{-1}(\{b\})}, sono di particolare importanza quando le funzioni coinvolte sono funzioni reali; in questo caso vengono anche detti insiemi di livello o curve di livello. In topologia, invece, si chiamano fibre.

## Proprietà
Considerata una funzione {\displaystyle f\colon A\to B}, valgono le seguenti proprietà:
- {\displaystyle f^{-1}\left(\mathrm {Im} \,f\right)=f^{-1}{\big (}f(A){\big )}=A.}

- Se {\displaystyle B_{1}\subseteq B_{2}\subseteq B}, allora {\displaystyle f^{-1}(B_{1})\subseteq f^{-1}(B_{2})\subseteq A.}

In {\displaystyle B_{2}} potrebbe esserci un elemento {\displaystyle b} che appartiene all'immagine di {\displaystyle f} ma non a {\displaystyle B_{1}}.
- La controimmagine dell'unione di due insiemi è l'unione delle due controimmagini. In simboli: {\displaystyle f^{-1}(B_{1}\cup B_{2})=f^{-1}(B_{1})\cup f^{-1}(B_{2}).}
  - In generale: {\displaystyle f^{-1}\left(\bigcup _{i}B_{i}\right)=\bigcup _{i}f^{-1}(B_{i}).}

- La controimmagine dell'intersezione di due insiemi è l'intersezione delle due controimmagini. In simboli: {\displaystyle f^{-1}(B_{1}\cap B_{2})=f^{-1}(B_{1})\cap f^{-1}(B_{2}).}[2]
  - In generale: {\displaystyle f^{-1}\left(\bigcap _{i}B_{i}\right)=\bigcap _{i}f^{-1}(B_{i}).}

- La controimmagine della differenza di due insiemi è la differenza delle due controimmagini. In simboli: {\displaystyle f^{-1}\left(B_{1}\setminus B_{2}\right)=f^{-1}(B_{1})\setminus f^{-1}(B_{2}).}

- Per ogni {\displaystyle A_{1}\subseteq A} sottoinsieme del dominio, allora {\displaystyle A_{1}\subseteq f^{-1}{\big (}f(A_{1}){\big )}} e l'uguaglianza vale sempre se e solo se la funzione {\displaystyle f} è iniettiva.

Potrebbero esserci elementi del dominio che non stanno in {\displaystyle A_{1}} ma che hanno la stessa immagine di un elemento in {\displaystyle A_{1}}. Ovviamente se {\displaystyle f} è iniettiva questo non può succedere. 
- Per ogni {\displaystyle B_{1}\subseteq B} sottoinsieme del codominio, allora {\displaystyle f{\big (}f^{-1}(B_{1}){\big )}\subseteq B_{1}} e l'uguaglianza vale sempre se e solo se la funzione {\displaystyle f} è suriettiva.

Potrebbero esserci elementi in {\displaystyle B_{1}} che non appartengono all'immagine di {\displaystyle f}. Se però {\displaystyle f} è suriettiva questo non accade.
- Se {\displaystyle g\colon B\to C}; e {\displaystyle C_{1}\subseteq C,}  allora {\displaystyle \left(g\circ f\right)^{-1}(C_{1})=f^{-1}\left(g^{-1}(C_{1})\right).}

## Esempi
Sia {\displaystyle f\colon \mathbb {R} \to \mathbb {R} } tale che {\displaystyle x\mapsto x^{2}}. Allora {\displaystyle f^{-1}([1,4])=[-2,-1]\cup [1,2].}